# Picea farreri
Picea farreri är en tallväxtart som beskrevs av Christopher Nigel Page och K.D. Rushforth. Picea farreri ingår i släktet granar, och familjen tallväxter. Inga underarter finns listade i Catalogue of Life.
Denna gran förekommer i västra delen av provinsen Yunnan i Kina och i angränsande områden av Myanmar. Den växer i bergstrakter mellan 2400 och 2700 meter över havet. Grunden utgörs vanligen av kalksten och vädret är kyligt samt fuktigt. Typiskt är intensivt monsunregn under vissa årstider. Picea farreri bildar vanligen ensam stående grupper i öppna skogar. Dessa skogar domineras av arter från lärkträdssläktet, av Pinus armandii och av Tsuga dumosa. I bergstrakternas lägre delar förekommer tät regnskog som begränsar utbredningen av Picea farreri.
Troligen föll flera exemplar offer för skogsavverkningar men året 1997 inrättades ett förbud att fälla arten i provinsen Yunnan. Populationen på Myanmars sida har inte undersökts sedan 1930-talet. IUCN kategoriserar arten globalt som sårbar.